# Intersport Heilbronn Open 1998
L'Intersport Heilbronn Open 1998 è stato un torneo di tennis facente parte della categoria ATP Challenger Series nell'ambito dell'ATP Challenger Series 1998. Il montepremi del torneo era di $100.000 ed esso si è svolto nella settimana tra il 26 gennaio e il 1º febbraio 1998 su campi in sintetico indoor. Il torneo si è giocato nella città di Heilbronn in Germania.

## Vincitori

### Singolare
Martin Sinner ha sconfitto in finale  Gianluca Pozzi con il punteggio di 6–0, 3–6, 6–3

### Doppio
Geoff Grant /  Mark Merklein hanno sconfitto in finale  Stefano Pescosolido /  Vincenzo Santopadre con il punteggio di 6–3, 7–6